# Parque de Recreación Alí Primera
El Parque de Recreación Alí Primera o Parque del Oeste como es más conocido es una zona de esparcimiento y distracción ubicado en la Parroquia Sucre de Caracas en Venezuela. 

## Historia
El parque fue creado por decreto aparecido en Gaceta n.º 31885 / 17 de diciembre de 1979, aunque fue inaugurado en diciembre de 1983 y fue nombrado oficialmente como Parque Recreacional Jóvito Villalba hasta el año 2007 cuando cambió a la actual denominación de Parque de Recreación Alí Primera.
El parque fue diseñado por los arquitectos A. Gregory White y Elsa Salas de White y fue concebido como un parque urbano de medianas proporciones en el sector oeste de la ciudad.

## Servicios e infraestructura

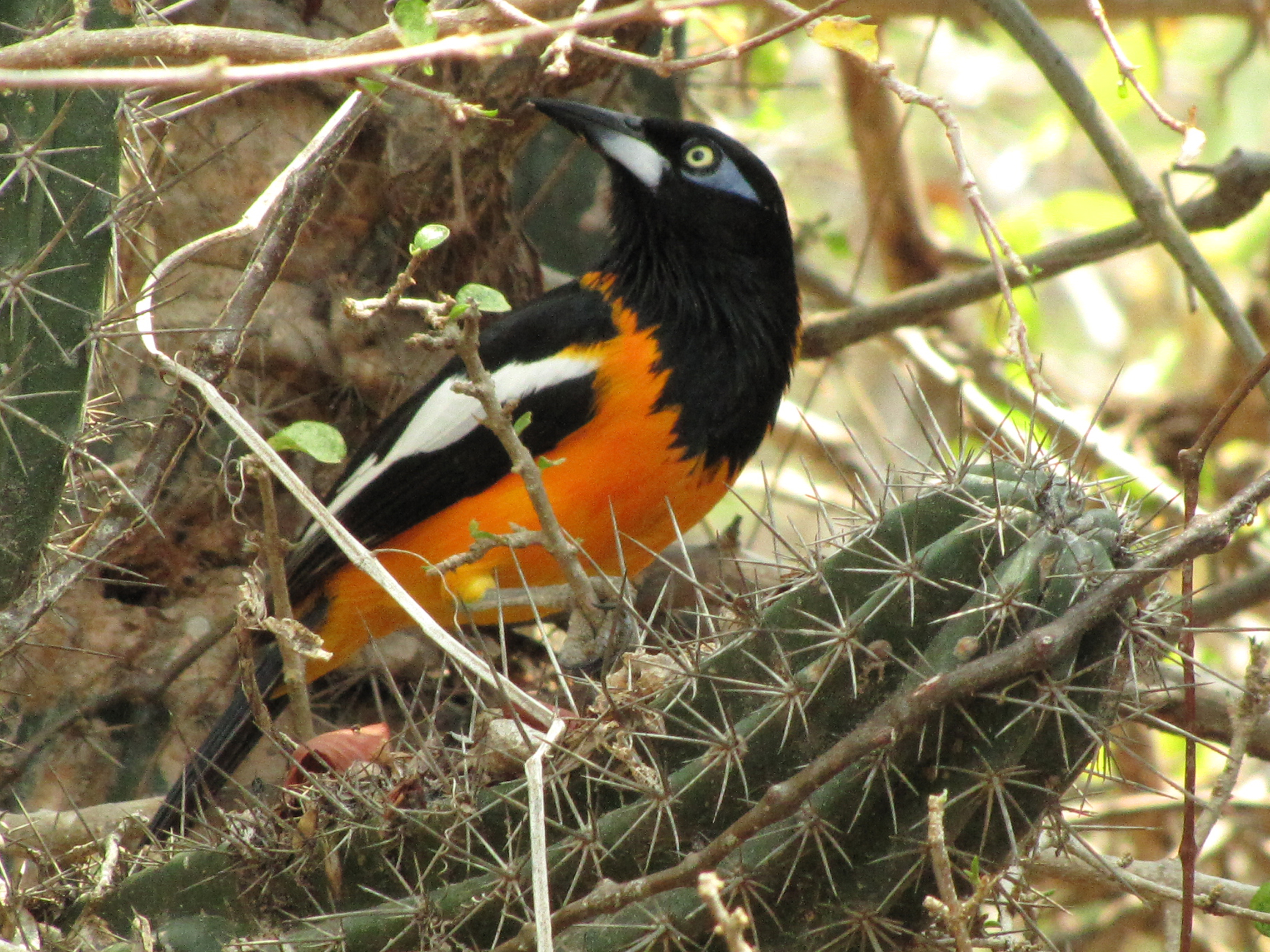
Turpial

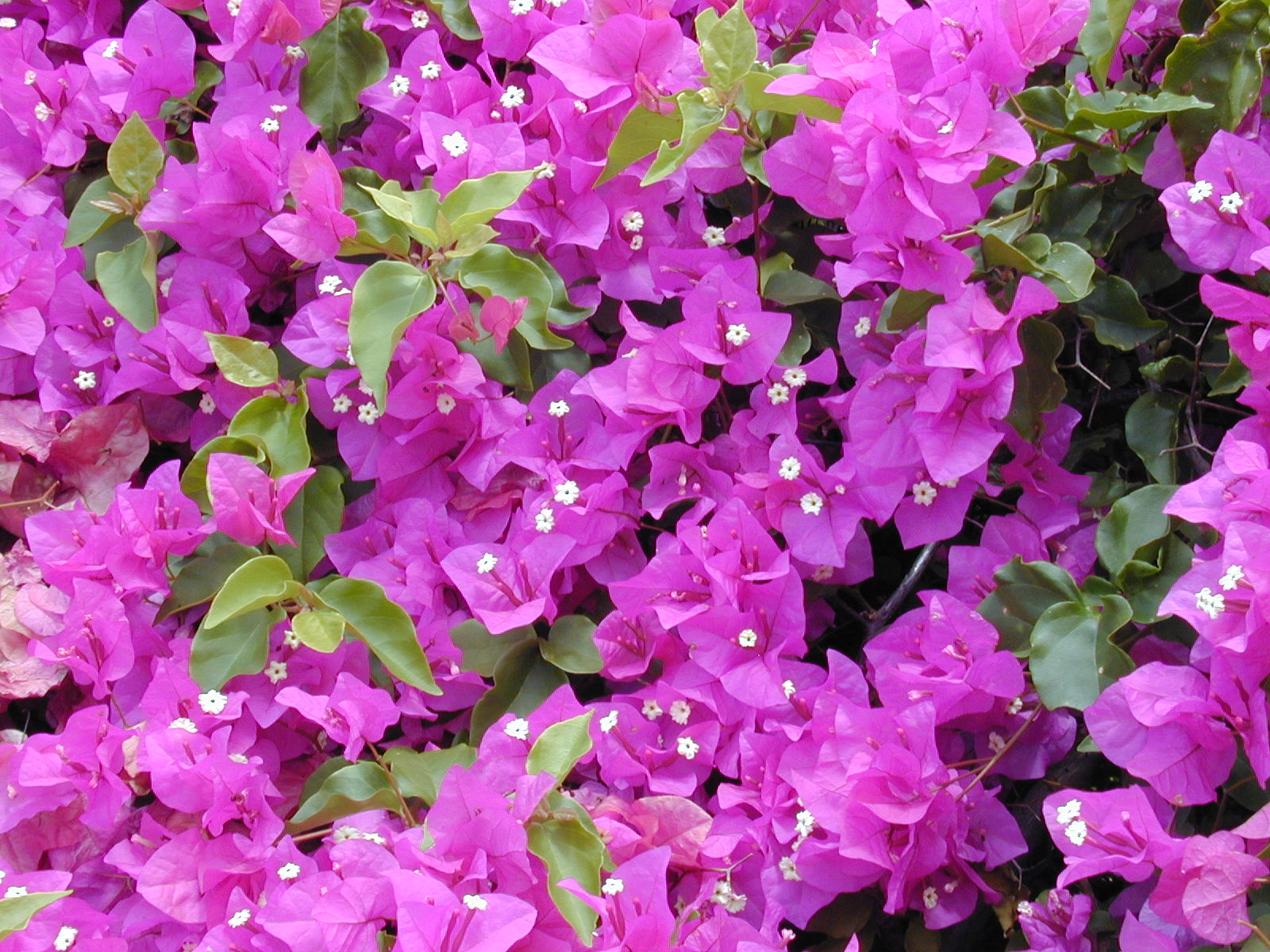
Trinitarias o buganvilas

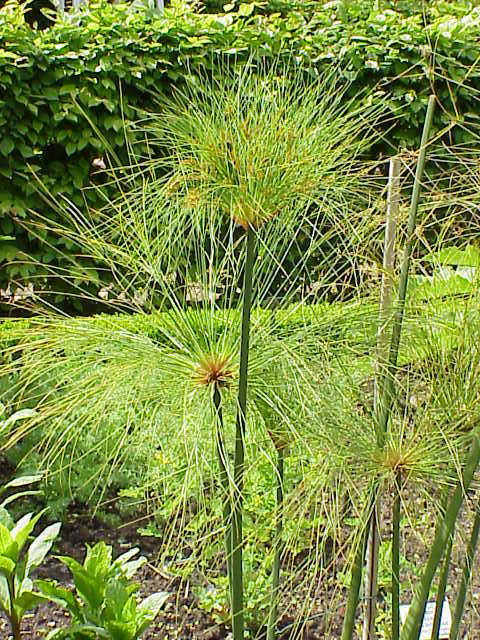
Papiros

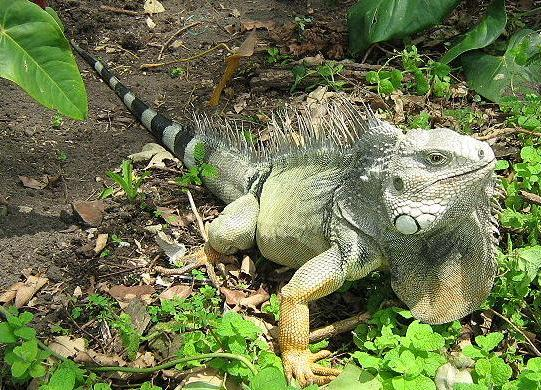
Iguana

En él el visitante encontrará dentro de las catorce hectáreas desarrolladas en una superficie total de cuarenta y seis hectáreas, diversos espacios para su disfrute, como son canchas deportivas, juegos infantiles,  el anfiteatro, concha acústica, cafetín,  kioskos – piñateros, los cuales se pueden alquilar, caminerías y un sistema artificial de pequeños lagos y un arroyo, todo ello dentro de bellas áreas verdes sembradas de papiros, chaguaramos, trinitarias o buganvilas, palmeras, pilón, clavellinas y yucas, entre otras.
Igualmente, el visitante encontrará pájaros como cardenales corianos, turpiales, pájaro chuchube, canarios, etc.; mamíferos como zorros, conejos y marsupiales; réptiles como lagartijas e iguanas. 
Dentro de los límites del parque se encuentra también el Museo Jacobo Borges donde se pueden apreciar numerosas obras de ese artista plástico; además en las áreas del parque se ubican también: la Iglesia de Nuestra Señora del Carmen, el edificio del antes Grupo Escolar y Escuela Normal Miguel Antonio Caro, declarado Monumento Histórico Nacional, hoy Sede Rectoral de la Universidad Pedagógica Experimental Libertador (UPEL) y del Liceo Miguel Antonio Caro

### Videos
- Postales de Venezuela-Parque Alí Primera
- Parque Alí Primera y la Orquesta Sinfónica de Venezuela 2010
- Parque Alí Primera micro del Oasis del Oeste

- Datos: Q5847326